# Neocytheromorpha tawahinsis
Neocytheromorpha tawahinsis is een mosselkreeftjessoort uit de familie van de Leptocytheridae. De wetenschappelijke naam van de soort is voor het eerst geldig gepubliceerd in 2012 door Mohammed & Keyser.